# Мищенко, Андрей Николаевич
Андре́й Николаевич Ми́щенко (укр. Андрій Миколайович Міщенко; род. 1 января 1973, Львов) — украинский политик и государственный деятель, народный депутат Украины VII созыва (Всеукраинское объединение «Свобода»).

## Биография
Андрей Мищенко родился 1 января 1973 года.
В 1996 году окончил Львовский политехнический институт по специальности «архитектура». Профессионально занимался спортом (гребля), чемпион Украины. Будучи студентом, стал активистом Революции на граните 1990 года. С 1991 года — член ВО «Свобода» (до 2004 года — СНПУ).
В 2008 году возглавил Черниговскую областную организацию ВО «Свобода», которую построил фактически с нуля. Лично тренировал свободовцев городов Прилуки и Нежин, где на местных выборах «Свобода» провела своих кандидатов в городские и районные советы, создала фракции.
На парламентских выборах 2012 года был председателем Днепропетровского областного штаба партии. В том же году избран народным депутатом от ВО «Свобода» (№ 19 в избирательном списке). Был председателем подкомитета по вопросам исполнения уголовных наказаний и организации и деятельности органов и учреждений исполнения наказаний комитета по вопросам законодательного обеспечения правоохранительной деятельности. Был уполномоченным фракции ВО «Свобода» в Верховной Раде в Днепропетровской и Запорожской областях.
В 2015 году вновь возглавил Черниговскую областную организацию партии. Член политсовета ВО «Свобода». 
3 мая 2015 года выдвинут кандидатом в народные депутаты Украины от ВО "Свобода" на промежуточных выборах в Верховную Раду по мажоритарному округу №205 (город Чернигов), которые состоятся 26 июля 2015 года.